# Náyade

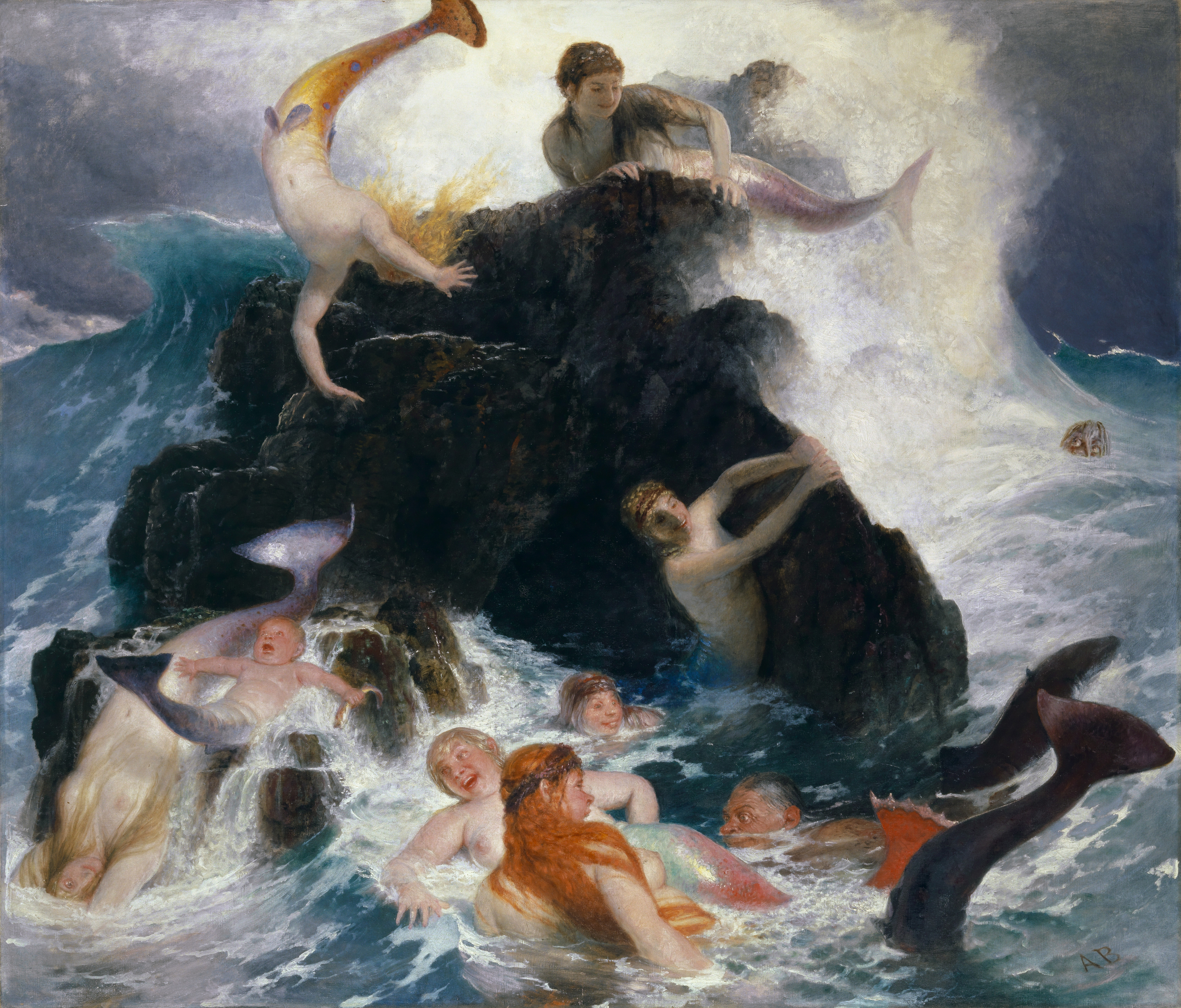
Juego de las Nereidas de Arnold Böcklin, 1886.

En la mitología griega, las náyades (en griego antiguo: Ναϊάδες Naiádes, Ναίδες Naídes o Νάιτιδες Náitides) eran un tipo de ninfas muy común, generalmente entendidas como ninfas de las fuentes y arroyos. No obstante el término náyade nunca estuvo bien definido en la mitología. En conjunto, las ninfas acuáticas se denominaban con mayor frecuencia náyades o, en ocasiones, simplemente «ninfas náyades».  A veces, el término «náyade» se utilizaba indistintamente como «ninfa». En un escolio, recontando a las ninfas, se dice que entre las acuáticas se encuentran náyades, hidríades, crénides, epipotámides y heléades. En otra referencia se dice que las náyades y las ninfas fontanales (pegeas) son el mismo tipo de ninfas.
Eustacio nos habla de los tres tipos de ninfas acuáticas más comunes en la poesía: nereidas si son ninfas del mar, náyades si son ninfas de las fuentes de agua dulce y oceánides si son ninfas del «gran océano». Etimológicamente, este término parece provenir del verbo νάω («fluir» o «líquido»). La mayoría de las veces las náyades eran ninfas de las corrientes de agua dulce pero a veces también se llamaba náyades a las ninfas del mar. Casi siempre las náyades son hijas de un dios fluvial, o incluso del propio Océano (confundiéndose así con las oceánides, cuya principal diferencia con las náyades es la de ser esposas de dioses, no de héroes locales).

## Mitología
Aunque las náyades estaban asociadas con las pequeñas corrientes de agua dulce, las oceánides con lagunas y el océano y las nereidas con el mar había cierto solapamiento debido a que los griegos pensaban en las aguas del mundo como en un sistema único que se filtraba desde el mar a profundos espacios cavernosos en el seno de la tierra desde donde subía ya dulce en filtraciones y manantiales. Aretusa la ninfa de un manantial podía abrirse paso a través de las corrientes subterráneas del Peloponeso para salir a la superficie en la isla de Sicilia.
En su calidad de ninfas las náyades son seres femeninos dotados de gran longevidad pero mortales. La esencia de una náyade estaba vinculada a su masa de agua de forma que si ésta se secaba ella moría. Aunque Walter Burkert señala que «cuando en la Ilíada (xx.4-9) Zeus llama a los dioses a asamblea en el Monte Olimpo no son sólo los famosos olímpicos quienes acuden sino también todas las ninfas y todos los ríos; sólo Océano queda en su puesto» (Burkert 1985) los oyentes griegos reconocían esta imposibilidad como una hipérbole del poeta que proclamaba el poder universal de Zeus sobre el mundo natural antiguo: «la adoración de estas deidades» confirma Burkert «está limitada sólo por el hecho de que están inseparablemente identificadas con una localidad específica».
Su genealogía cambia según el mitógrafo y la leyenda consultada: Homero las llama «hijas de Zeus» pero en otras partes se afirman que eran hijas de Océano. Es más común considerarlas hijas del dios-río en el que habitan. Su genealogía en cualquier caso es variada. La ninfa acuática asociada con una fuente particular fue conocida por toda Europa en lugares sin relación directa con Grecia, sobreviviendo en los pozos celtas del noroeste de Europa que más tarde fueron rededicados a los santos y en la Melusina medieval.
Todas las fuentes y manantiales célebres tienen su náyade o su grupo de náyades normalmente consideradas hermanas y su leyenda propia. Eran a menudo el objeto de cultos locales arcaicos adoradas como esenciales para la fertilidad y la vida humana. Los jóvenes que alcanzaban la mayoría de edad dedicaban sus mechones infantiles a la náyade del manantial local. Con frecuencia se atribuía a las náyades virtudes curativas: los enfermos bebían el agua al que estaban asociadas o bien más raramente se bañaban en ellas. Era este el caso de Lerna donde también se ahogaba ritualmente a animales. Los oráculos podían localizarse junto a antiguas fuentes.
Las náyades también podían ser peligrosas. En ocasiones bañarse en sus aguas se consideraba un sacrilegio y las náyades tomaban represalias contra el ofensor. Verlas también podía ser motivo de castigo, lo que normalmente acarreaba como castigo la locura del infortunado testigo. Hilas un tripulante del Argo fue raptado por náyades fascinadas por su belleza. Las náyades eran también conocidas por sus celos. Teócrito contaba la historia de los celos de una náyade en la que un pastor Dafnis era el amante de Nomia a quien fue infiel en varias ocasiones hasta que ésta en venganza lo cegó para siempre.
En el origen de muchas genealogías como las de Icario, Erictonio o Tiestes aparece una náyade. Cuando se creía que un rey mítico había desposado una náyade y fundado una ciudad Robert Graves ofrece una lectura sociopolítica: los recién llegados helenos justificaban su presencia tomando como esposa a la náyade de la fuente como en la historia anterior al mito de Aristeo en la que Hipseo un rey de los lápitas se casó con la ninfa Clidánope con quien tuvo a Cirene. Entre los inmortales se da el paralelo de los amoríos y violaciones de Zeus que según Graves registran la suplantación de antiguos cultos locales por otros olímpicos (Graves 1955). Aristeo tuvo una experiencia más allá de lo común con las náyades: cuando sus abejas murieron en Tesalia fue a consultarlas. Su tía Aretusa le invitó a pasar bajo la superficie del agua, donde fue lavado en un manantial perpetuo y recibió consejo. Un mortal, pero relacionado se había ahogado siendo enviado como mensajero de esta forma para lograr consejo y favores de las náyades para su pueblo.

## Tipos de náyades
Habremos de especificar que la catalogación de las náyades según el cuerpo de agua dulce es una invención propia de los poetas helenísticos. En el corpus mitológico se las suele mencionar simplemente como ninfas genéricas, y en la mayoría de casos son las esposas de un héroe local y la hija de un dios fluvial. Las náyades creneas y pegeas (raramente denominadas así) son las más comunes con diferencia, y de las que hay cultos locales atestiguados y asociados con su nombre. Como ya se ha dicho, al menos en una fuente (Odisea, XVII 204) se denomina a las ninfas (entendiéndose como náyades) como hijas de Zeus, sin más detalles. En fin, esta es la denominación de los tipos de ninfas náyades según el tipo de corrientes de agua dulce con las que están vinculadas en los mitos: 
| Agua dulce         | Tipo de ninfa náyade                                                  |
| ------------------ | --------------------------------------------------------------------- |
| Fuentes (κρήνη)    | creneas (Κρηναῖαι) o crénides (Κρηνιάδες)                             |
| Lagos (λίμνη)      | limnades (Λιμνάδες), limnátides (Λιμνάτιδες) o liménides (Λειμενίδες) |
| Manantiales (πηγή) | pegeas (Πηγαῖαι)                                                      |
| Pantanos (ἔλειος)  | heléades (Ἑλειάδες)                                                   |
| Ríos (ποταμός)     | potámides (Ποταμηΐδες)                                                |

## Catálogo de náyades
Para elaborar esta lista se han tenido en cuenta tres criterios. El primero y más obvio es que la ninfa tiene que ser mencionada explícitamente como náyade en las fuentes escritas. La segunda categoría engloba a ninfas que pudieran ser genéricas, pero que están vinculadas con una fuente de agua dulce. Por último también se incluirán en esta lista a las ninfas hijas de los dioses fluviales. No se incluyen en esta lista a las náyades colectivas innominadas, pero si son ninfas individuales aparecerán al final de la lista. Sea como fuere esta es una lista exhaustiva de todas las náyades que nos ha legado la literatura:
| Náyade      | Particularidades |
| ----------- | --- |
| Abarbárea   | Hija del Esepo; fue amada por el troyano Bucolión y madre de Esepo y Pédaso                                                        |
| Acrea       | Hija del Asterión y nodriza de Hera                                                                                                |
| Alce        | Hija del Sangario |
| Alexírroe   | Hija del Granico y madre de Ésaco con Príamo                                                                                       |
| Aganipe     | Hija del Termeso y crenea del monte Helicón                                                                                        |
| Amimone     | Hija del Ínaco e identificada con la hija de Dánao                                                                                 |
| Anipe       | Hija del Nilo |
| Anquínoe    | Hija del Nilo y esposa de Belo |
| Anquírroe   | Hija del Erasino |
| Anquírroe   | Hija del Cremetes |
| Antíope     | Hija del Asopo y madre de Anfión y Zeto por Zeus                                                                                   |
| Aretusa     | Ninfa de la fuente de Siracusa que fue perseguida por el Alfeo.                                                                    |
| Astabe      | Hija de Peneo y madre, por Hermes, de Ástaco; éste fue padre de Yocles y abuelo de Hipónoo.                                        |
| Astérope    | Hija del Cebrén que fue amada por Ésaco                                                                                            |
| Astíoque    | Hija del Símois, esposa de Erictonio y madre de Tros                                                                               |
| Batía       | Náyade esposa de Ébalo y madre de Tindáreo, Hipocoonte e Icario                                                                    |
| Bice        | Hija del Erasino |
| Bolbe       | una heroína epónima del lago Bolbe. Por el contexto parece ser una ninfa de los lagos. Hijo de Heracles y Bolbe fue Olinto.        |
| Cálcide     | Hija del Asopo |
| Caliadne    | Una de las consortes de Egipto |
| Calírroe    | Hija del Aqueloo, esposa de Alcmeón y madre de Anfótero y Acarnán                                                                  |
| Calírroe    | Hija del Escamandro, esposa de Tros, rey de Troya                                                                                  |
| Castalia    | Hija del Aqueloo o Cefiso, del monte Parnaso                                                                                       |
| Cíane       | Transformada en lago por obra de Hades.                                                                                            |
| Cianea      | Hija del Meandro y consorte de Mileto                                                                                              |
| Cirene      | Hija del Peneo y madre de Aristeo por Apolo                                                                                        |
| Cleocaría   | Náyade madre de Eurotas por Lélege                                                                                                 |
| Cleomede    | Implícitamente hija del Axeo, fue la esposa de Peón y madre de Laofoonte                                                           |
| Cleona      | Hija del Asopo y epónima |
| Córcira     | Hija del Asopo y epónima, además de madre por Poseidón de Féax                                                                     |
| Coricia     | Hija del Plisto y madre de Licoras por Apolo                                                                                       |
| Creúsa      | Náyade u oceánide, hija de Océano y Gea y antepasada de los lapitas                                                                |
| Dafne       | Hija del Peneo o Ladón, fue amada por Apolo y convertida en laurel                                                                 |
| Dáulide     | Hija del Cefiso y crénide epónima                                                                                                  |
| Diogenía    | Hija del Cefiso y esposa de Frásimo                                                                                                |
| Diopatra    | Hija del Espequeo |
| Dirce       | Hija del Ismeno y esposa que Lico que maltrató a Antíope                                                                           |
| Egina       | Hija del Asopo, epónima de la isla y madre de Éaco por Zeus                                                                        |
| Egle        | La más hermosa de las náyades, fue madre por Helios, de las Cárites                                                                |
| Enone       | Hija del Cebrén y primer amor de Paris                                                                                             |
| Estilbe     | Hija del Peneo, y madre de Lápites y Centauro por Apolo                                                                            |
| Estrimo     | Hija del Escamandro, además de esposa de Laomedonte y madre, entre otros, de Príamo                                                |
| Estrofia    | Hija del Ismeno |
| Eubea       | Hija del Asopo y epónima de la isla                                                                                                |
| Eubea       | Hija del Asterión y nodriza de Hera                                                                                                |
| Eurianasa   | Hija del Pactolo y posible consorte de Tántalo                                                                                     |
| Euritemiste | Hija del Janto y posible consorte de Tántalo                                                                                       |
| Evadne      | Hija del Estrimón y esposa del epónimo Argos                                                                                       |
| Farmacea    | Hija del Iliso y crénide compañera de Oritía                                                                                       |
| Filódice    | Hija de Ínaco y esposa de Leucipo                                                                                                  |
| Glaucia     | Hija del Escamandro |
| Harpina     | Hija del Asopo, epónima y madre de Enómao por Ares                                                                                 |
| Hécabe      | Hija del Sangario y esposa de Príamo, no suele ser citada como ninfa                                                               |
| Hesperia    | Hija del Cebrén, acaso la misma que Astérope                                                                                       |
| Hide        | Hija del Gigea y madre de Ifitión por Otrinteo                                                                                     |
| Hieromneme  | Hija del Símois y madre de Capis                                                                                                   |
| Ífide       | Hija del Peneo y esposa de Eolo |
| Ío          | Hija del Ínaco |
| Ismene      | Hija del Asopo y esposa de Argos Panoptes                                                                                          |
| Isménide    | Hija del Ismeno y consorte de Pan                                                                                                  |
| Lilea       | Hija del Cefiso y epónima |
| Langía      | Nativa de Nemea, cuya fuente fue perdonada por Dioniso                                                                             |
| Limnea      | Hija del Ganges y madre de Atis según Ovidio                                                                                       |
| Melene      | Hija del Cefiso y madre del epónimo Delfo por Apolo                                                                                |
| Menfis      | Hija del Nilo, ninfa epónima, esposa de Épafo y madre de Libia                                                                     |
| Menipe      | Hija del Peneo, esposa de Pelasgo y madre de Frástor                                                                               |
| Metis       | Hija del Meles y madre fabulosa del poeta Homero                                                                                   |
| Mélite      | Hija del Egeo y madre de Hilas por Heracles                                                                                        |
| Mélite      | Hija del Erasino |
| Mente       | Ninfa del Cocito, amada de Hades que fue metamorfoseada en la planta de la menta                                                   |
| Mera        | Hija del Erasino |
| Metope      | Hija del Ladón, esposa del dios fluvial Asopo y madre de las náyades Asópides                                                      |
| Micene      | Hija del Ínaco y epónima |
| Mirtoesa    | Nodriza de Zeus, ninfa de un pozo epónimo arcadio                                                                                  |
| Moria       | Una náyade que revivió a su hermano Tilo                                                                                           |
| Nana        | Hija del Sangario y madre de Atis                                                                                                  |
| Nemea       | Hija del Asopo y epónima |
| Nicea       | Hija del Sangario |
| Ocírroe     | Hija del Imbraso |
| Ocírroe     | Hija del Ceco |
| Ocírroe     | Hija del Sangario |
| Oéroe       | Hija del Asopo |
| Ornía       | Hija del Asopo |
| Pegáside    | Hija del Grenico y Madre de Atimnio por Ematión                                                                                    |
| Peribea     | Esposa de Icario y madre de Penélope y cinco hijos                                                                                 |
| Pirene      | Hija del Asopo o Aqueloo, además de crenea madre de Leques y Cencrias por Poseidón                                                 |
| Platea      | Hija del Asopo y epónima del pueblo                                                                                                |
| Praxítea    | Madre de Pandión por Erictonio |
| Prosimna    | Hija del Asterión y nodriza de Hera                                                                                                |
| Quíone      | Hija del Nilo |
| Ródope      | Hija del Hebro, fue amada por Apolo y Hemo                                                                                         |
| Sagarítide  | Hija del Sangario |
| Salamina    | Hija del Asopo y epónima de la isla                                                                                                |
| Salmácide   | Una náyade que se enamoró de Hermafrodito                                                                                          |
| Samia       | Hija del Meandro y epónima de la isla                                                                                              |
| Sinope      | Hija de Asopo y amada por Apolo |
| Siringe     | Una de las náyades del Nonacris, dio su nombre a la siringa                                                                        |
| Tanagra     | Hija del Asopo y epónima del pueblo                                                                                                |
| Tebe        | Hija del Asopo y epónima del pueblo                                                                                                |
| Telfusa     | Hija del Ladón y crenea de Beocia                                                                                                  |
| Temis       | Hija del Ladón |
| Tereine     | De Tereine, hija del Estrimón, y de Ares nació Trasa. Hipónoo y Trasa tuvieron a Polifonte. Esta y un oso engendró a Agrio y Oreo. |
| Tespia      | Hija del Asopo y epónima del pueblo                                                                                                |
| Tía         | Hija del Cefiso |
| Tiasa       | Potámide del pueblo de Amiclas e hija del río Eurotas.                                                                             |
| Tronia      | Náyade madre de Abdero con Poseidón                                                                                                |
| Zeuxipe     | Hija del Erídano y esposa de Pandión de Atenas                                                                                     |

## Náyades innominadas
Finalmente se incluyen a las náyades que carecen de nombre, aunque en otras fuentes sí pueden tenerlo:
- La náyade madre de tres hijos por Tiestes, llamados Áglao, Calileonte y Orcómeno[108]
- La náyade esposa de Endimión[109]
- La náyade esposa de Quirón[110]
- La náyade del Partenio[111]
- La náyade de Sérifos, esposa de Magnes y madre de Dictis y Polidectes[112]